# هنري مارشال (لاعب كرة قدم أمريكية)
هنري مارشال (بالإنجليزية: Henry Marshall)‏ هو لاعب كرة قدم أمريكية أمريكي، ولد في 9 أغسطس 1954 في بروكستون في الولايات المتحدة.

## وصلات خارجية
- هنري مارشال على موقع مرجع كرة القدم المحترفة.كوم (الإنجليزية)